# Ma quale idea
Ma quale idea es una canción de 1980 del cantante pop italiano Pino D'Angiò.
La canción fue escrita por Giuseppe Chierchia (nombre real de Pino D'Angiò) y arreglada por Enrico Intra. Tuvo un éxito extraordinario convirtiéndose en una de las canciones más famosas del cantante. Tras el fracaso del sencillo anterior, D'Angiò es llamado de nuevo por Ezio Leoni, con quien había producido È libero, scusa?
La nueva canción compuesta por el cantante de Campania habla con un aire visiblemente autodespectivo, tal como declaró el propio autor en varias entrevistas, de una travesura en una discoteca y su supuesta conquista.
Es uno de los primeros ejemplos en Italia de fusión entre el rap y el funk, muestra la línea de bajo de Ain't No Stoppin' Us Now del dúo McFadden & Whitehead (Gene McFadden y John Whitehead), y es considerado una de las canciones italianas más representativas de la década de 1980 y uno de los temas más bailados en las discotecas a principios de esa década. Vendió más de dos millones y medio de copias en todo el mundo. Alcanzó el primer lugar en listados de Francia, Alemania, España, Italia, Argentina, Bélgica e incluso en el Reino Unido, país donde el único antecedente de tema en italiano que alcanzara popularidad fue Nel blu dipinto di blu (Volare) (1958) de Domenico Modugno.  
La canción tuvo un gran éxito en España, traduciéndose al castellano y lanzándose bajo el título ¡Qué idea!. El 19 de septiembre de 1981 llegó a ser número 1 en dicho país.   
En 1996, el dúo de productores españoles de música dance Zentral, lanza "Qué idea !", canción que utiliza sólo el fragmento donde Pino D'Angiò menciona el nombre de la canción en castellano.
En 1999, el dúo australiano Madison Avenue grabó la canción "Don't Call Me Baby", utilizando fragmentos de "Ma Quale idea". La canción llegó a la cima del UK Singles Chart a principios de 2000.